# Eduardo Risso
Eduardo Risso   (Leones, 23 de novembre de 1959) és un dibuixant de còmics famós sobretot per la seva tasca al còmic negre 100 bales (100 bullets), escrit per Brian Azzarello, amb el que va guanyar un premi Eisner. Amb aquest autor també ha col·laborat en altres treballs, entre els quals destaquen uns capítols sobre Batman i Spaceman.
Va iniciar la seva carrera dibuixant tires per al diari La Nación i diverses revistes. Les seves col·laboracions posteriors amb Ricardo Barreiro i Carlos Trillo li van obrir les portes del mercat europeu fins que "100 bales" el va fer saltar a la fama internacional, amb quatre Premis Eisner.